# Domenico Merlo
Domenico Merlo (Palermo, 29 ottobre 1813 – Milazzo, 19 maggio 1890) è stato un politico italiano.
Fu senatore del regno d'Italia nella XIII legislatura.